# 鼠灰蚁鵙
鼠灰蚁鵙（学名：Thamnophilus murinus）是蚁鵙科蚁鵙属的一种，发现于玻利维亚、巴西、哥伦比亚、厄瓜多尔、法属圭亚那、秘鲁、苏里南和委内瑞拉。
鼠灰蚁鵙的自然栖息地是亚热带或热带的湿润低地森林。